# Josua (kristen frikyrka)

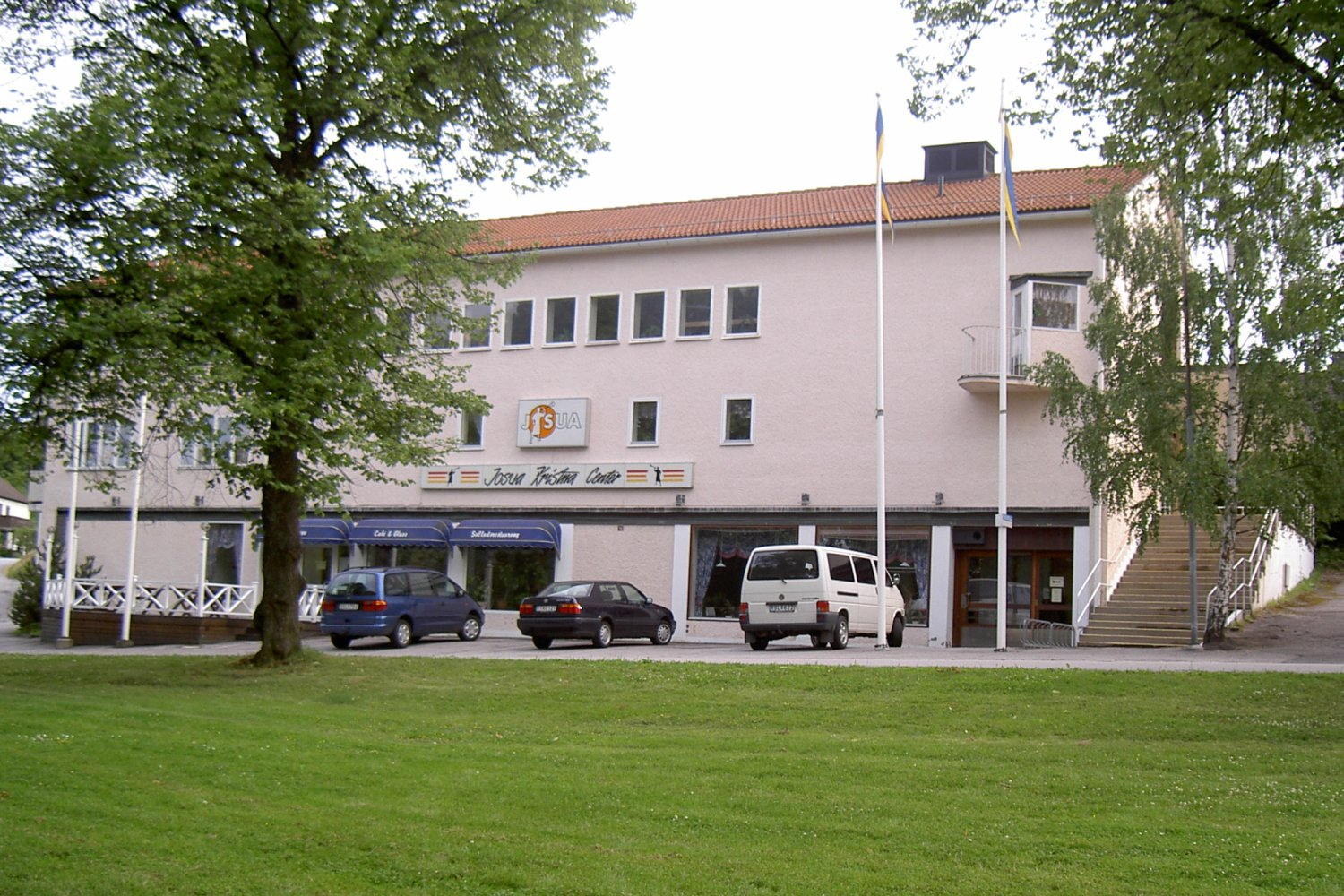
Församlingen Josuas gudstjänstlokal belägen på Järnvägsgatan i Gamleby.

Josua är en kristen frikyrka i Gamleby med ca 220 medlemmar, som tillhör samfundet Evangeliska Frikyrkan. Hans Augustsson är församlingens pastor och har varit det sedan församlingen grundades år 1987.
Församlingen bedriver flera olika verksamheter, bland annat den kristna friskolan Gamlebyvikens friskola, ett dagis, behandlingshemmet Josua rehab och serviceboendet Hannahuset.

## Gamlebyvikens friskola
Församlingen driver sedan 1993 en friskola i Gamleby. Första året var det 28 elever i skolan och 2004 var det 80 elever. Den 17 februari 2011 bytte skolan namn från Josuaskolan till Gamlebyvikens friskola.

## Josua Cup
Varje år anordnar församlingens ungdomsverksamhet Lighthouse en innebandyturnéring för egenkomponerade och könsmixade lag i Gamleby sporthall. Turneringen är förhållandevis stor och brukar samla cirka 150–200 åskådare och spelare.